# Metropolia Feira de Santana
Metropolia Feira de Santana – metropolia Kościoła rzymskokatolickiego w Brazylii. Składa się z metropolitalnej archidiecezji Feira de Santana i ośmiu diecezji. Została erygowana 16 stycznia 2002 konstytucją apostolską Ecclesiarum omnium papieża Jana Pawła II. Od 2015 godność arcybiskupa metropolity sprawuje abp Zanoni Demettino Castro.
W skład metropolii wchodzą:
- Archidiecezja Feira de Santana
  - Diecezja Barra
  - Diecezja Barreiras
  - Diecezja Bonfim
  - Diecezja Irecê
  - Diecezja Juazeiro
  - Diecezja Paulo Afonso
  - Diecezja Ruy Barbosa
  - Diecezja Serrinha

Prowincja kościelna Feira de Santana wraz z metropoliami Aracaju, São Salvador da Bahia i Vitória da Conquista tworzą region kościelny Nordeste III, zwany też regionem Bahia i Sergipe.

## Metropolici
- Itamar Navildo Vian (2002-2015)
- Zanoni Demettino Castro (od 2015)